# Train léger Hurontario
 (mai 2021).
La mise en forme du texte ne suit pas les recommandations de Wikipédia : il faut le « wikifier ».
Les points d'amélioration suivants sont les cas les plus fréquents. Le détail des points à revoir est peut-être précisé sur la page de discussion.
- Les titres sont pré-formatés par le logiciel. Ils ne sont ni en capitales, ni en gras.
- Le texte ne doit pas être écrit en capitales (les noms de famille non plus), ni en gras, ni en italique, ni en « petit »…
- Le gras n'est utilisé que pour surligner le titre de l'article dans l'introduction, une seule fois.
- L'italique est rarement utilisé : mots en langue étrangère, titres d'œuvres, noms de bateaux, etc.
- Les citations ne sont pas en italique mais en corps de texte normal. Elles sont entourées par des guillemets français : « et ».
- Les listes à puces sont à éviter, des paragraphes rédigés étant largement préférés. Les tableaux sont à réserver à la présentation de données structurées (résultats, etc.).
- Les appels de note de bas de page (petits chiffres en exposant, introduits par l'outil «  Source ») sont à placer entre la fin de phrase et le point final[comme ça].
- Les liens internes (vers d'autres articles de Wikipédia) sont à choisir avec parcimonie. Créez des liens vers des articles approfondissant le sujet. Les termes génériques sans rapport avec le sujet sont à éviter, ainsi que les répétitions de liens vers un même terme.
- Les liens externes sont à placer uniquement dans une section « Liens externes », à la fin de l'article. Ces liens sont à choisir avec parcimonie suivant les règles définies. Si un lien sert de source à l'article, son insertion dans le texte est à faire par les notes de bas de page.
- La présentation des références doit suivre les conventions bibliographiques. Il est recommandé d'utiliser les modèles {{Ouvrage}}, {{Chapitre}}, {{Article}}, {{Lien web}} et/ou {{Bibliographie}}. Le mode d'édition visuel peut mettre en forme automatiquement les références.
- Insérer une infobox (cadre d'informations à droite) n'est pas obligatoire pour parachever la mise en page.

Pour une aide détaillée, merci de consulter Aide:Wikification.
Si vous pensez que ces points ont été résolus, vous pouvez retirer ce bandeau et améliorer la mise en forme d'un autre article.
Le train léger Hurontario (en anglais Hurontario LRT) est une ligne de train léger sur rail actuellement en construction à Mississauga, Ontario, Canada. La ligne circulera le long de la rue Hurontario, de Port Credit jusqu'à la limite de Brampton. Elle sera construite et exploitée sous la forme d'un partenariat public-privé par Mobilinx, un consortium d'entreprises privées européennes et japonaises, l'agence de transport provinciale Metrolinx conservant la propriété de la ligne.
À l'ouverture, le train léger sur rail sera renommé la ligne Hazel McCallion en l'honneur de Hazel McCallion, l’ancienne mairesse de la ville de Mississauga. En 2022, le gouvernement provincial a annoncé le changement de nom de la ligne à l'occasion du 101e anniversaire de l’ancienne mairesse.
Les villes de Mississauga et de Brampton ont déterminé qu'un réseau structurant de transport en commun rapide le long de la rue Hurontario était nécessaire en raison de l'encombrement des lignes d'autobus les plus fréquentés de Mississauga (et de la banlieue du Grand Toronto), la 2 et la 17 Hurontario, qui transportent plus de 25 000 passagers par jour, combiné avec les nombreuses propositions de développement à haute densité le long du corridor et la forte croissance dans les deux villes. Elles ont donc identifié trois options: le train léger ou tramway pour le corridor en entier, le service rapide par bus pour tout le trajet, ou une combinaison des deux (tramway au sud du centre-ville de Mississauga et service rapide par bus au nord de celui-ci). Après trois séances de consultation publique, les citoyens des deux villes ont privilégié le tramway pour le projet au complet.
Le 28 octobre 2015, le conseil municipal de Brampton a voté contre la proposition de faire circuler le tramway sur la rue Main en raison de préoccupations relatives aux faibles projections d'achalandage et aux préférences pour un itinéraire différent. Ainsi, la ligne de tramway se terminera au terminus d'autobus Brampton Gateway sur l'avenue Steeles au lieu qu'elle prenne fin à la gare GO Transit de Brampton.
La construction a commencé en 2020, mais en 2024, la ligne n’avait pas de date d’ouverture,.

## Approvisionnement
Infrastructure Ontario et Metrolinx prévoient de réaliser le projet de train léger Hurontario selon le modèle de financement et d'approvisionnement alternatif d'Infrastructure Ontario, qui est essentiellement un partenariat public-privé.
Le 18 octobre 2016, Infrastructure Ontario et Metrolinx ont lancé le processus d'approvisionnement en lançant un appel d'offres pour la conception, la construction, l'exploitation et l'entretien du tramway. L'appel d'offres demande également aux soumissionnaires de fournir les rames de tramway, ce qui implique qu'aucune des 182 ramess Flexity Freedom commandées par Metrolinx en 2010 ne seraient utilisées pour la ligne.
Le 6 juin 2017, Infrastructure Ontario et Metrolinx ont annoncé que trois consortiums avaient été présélectionnés :
- Hurontario Light Rail Connection Partners (HLCP), comprenant les sociétés de capitaux Cintra, Colas et Acciona. Les constructeurs seraient Acciona, Ferrovial, Colas, DPM Energy et LURA Consulting. Les concepteurs seraient Arup, SENER, Dillon Consulting, DTAH et Grimshaw. L'exploitation et la maintenance seraient assurées par RATP Dev, Acciona et Colas Rail.
- Mobilinx, comprenant les sociétés de capitaux Astaldi, John Laing, Hitachi - Ansaldo STS Transdev et Amico. Les constructeurs seraient Astaldi, Hitachi, Amico et Bot. Les concepteurs seraient IBI, Hitachi, Morrison Hershfield, Arcadis et Daoust Lestage. L'exploitation et la maintenance seraient assurées par Transdev, Hitachi-Ansaldo et Astaldi.
- Trillium Transit Partners, comprenant les sociétés de capitaux Kiewit, Meridiam et Keolis. Les constructeurs seraient Peter Kiewit Sons, Bird, Mass Electric, Black et MacDonald et Coco Paving. Les concepteurs seraient Stantec Consulting, STV, Perkins + Will, Urban Strategies et Entuitive. L'exploitation et la maintenance seraient assurées par Keolis.

Le 1er décembre 2017, Infrastructure Ontario et Metrolinx ont annoncé que la ligne utiliserait les rames Citadis Spirit d'Alstom. En raison de problèmes liés à la fabrication du Flexity Freedom, Metrolinx craignait que Bombardier ne soit pas en mesure de livrer suffisamment de trains à temps pour l'ouverture de la ligne 5 Eglinton; ainsi, Metrolinx a commandé des trains à Alstom en cas d'urgence. Si les trains Flexity Freedom arrivent à temps pour la ligne 5, les Citadis Spirit seront utilisées pour le train léger Hurontario. Ces rames sont plus longues et d'une plus grande capacité que les rames Flexity Freedom de Bombardier Transport achetées pour les lignes de train léger de Metrolinx.
Le 21 mars 2019, Infrastructure Ontario et Metrolinx ont annoncé que le projet serait raccourci afin de réduire les coûts. Environ deux kilomètres de la boucle du centre-ville ont été supprimés, ainsi que deux stations qui devaient desservir cette section. La station prévue vis-à-vis l'autoroute 407 et le pont piétonnier de la gare GO Transit de Cooksville ont également été supprimés.
Le 23 mai 2019, Infrastructure Ontario et Metrolinx ont annoncé qu'une soumission n'avait été remplie que par deux des trois consortiums présélectionnés d'entreprises privées, à savoir Mobilinx et Trillium Transit Partners,. Hurontario Light Rail Connection Partners n'a pas soumis de proposition.
Le 21 octobre 2019, IO et Metrolinx ont annoncé que Mobilinx avait obtenu le contrat pour concevoir, construire, financer, exploiter et entretenir le train léger Hurontario pour une période de 30 ans. La valeur totale du contrat, de 4,6 milliards de dollars et la date d'achèvement, à l'automne 2024, a également été annoncée. John Laing, Astaldi, Transdev, Amico et Hitachi font partie dudit consortium sélectionné.

### Coûts

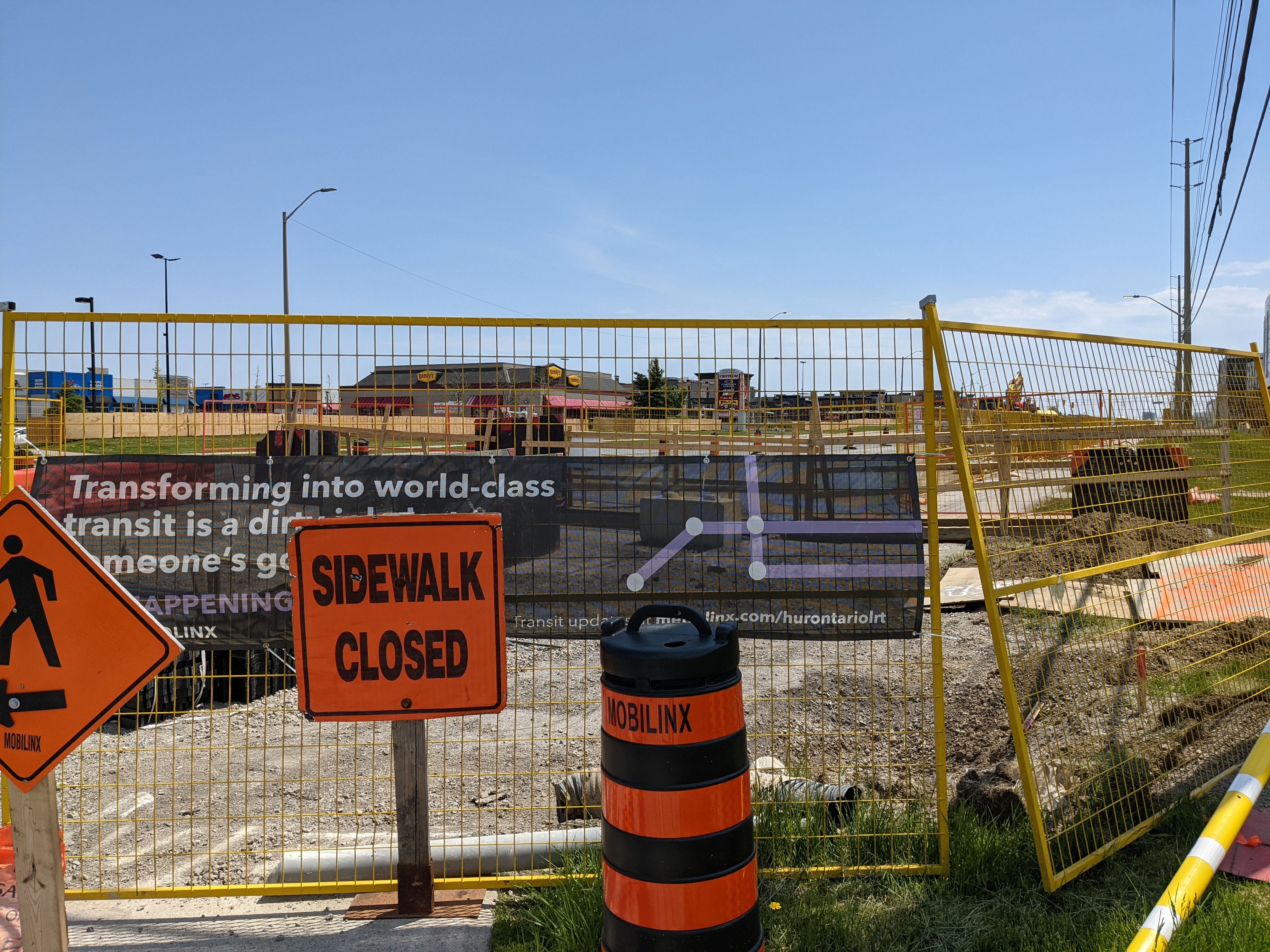
Progression de la construction de la station Courtneypark, en mai 2021

En 2016, la ligne de tramway devait coûter 1,4 milliard de dollars  (avant l'annulation de la portion prévue pour circuler dans la ville de Brampton, le coût estimé était d'environ 1,6 milliard de dollars ). Le 21 avril 2015, le gouvernement de l'Ontario a annoncé qu'il financerait entièrement la ligne, sans inclure les coûts de travaux publics locaux tels que le déménagement des services publics, les améliorations de surface et l'aménagement paysager,,.
Lorsque Mobilinx a été choisi comme consortium retenu, la valeur totale du contrat était prévue à 5,6 milliards de dollars. Cela comprend 4,6 milliards de dollars pour la conception, la construction et le financement, plus un milliard de dollars pour l'exploitation et l'entretien de la ligne pendant 30 ans. La ligne était auparavant évaluée à 1,2 milliard de dollars pour les coûts en capital uniquement. La ville de Mississauga devrait assumer les coûts d'exploitation et d'entretien.

## Trajet de la ligne
Le ligne de tramway de 18 kilomètres débutera à la gare GO de Port Credit et se poursuivra vers le nord, traversant la Queen Elizabeth Way le long des voies actuelles en direction nord de la rue Hurontario, les voies en direction sud passant sous l'autoroute dans un nouveau tunnel. À la hauteur de la Rue Dundas, elle pourrait se connecter à une ligne proposée de Service Rapide par Bus. La ligne de tramway se connectera indirectement à la gare GO Transit de Cooksville par une station sur la rue John. La ligne continuera ensuite vers le nord jusqu'à tourner sur un viaduc aérien vers un embranchement ne comprenant qu'une station sur la rue Rathburn, qui fournira une connexion au SRB MiWay, au terminus de d'autobus du centre-ville et au centre commercial Square One. Le tramway fera ensuite marche arrière sur la ligne principale, traversant l'autoroute 403 sur un nouveau pont avant de redescendre au niveau de la rue. La ligne se terminera ensuite à l'Avenue Steeles, se connectant avec le réseau de SRB Züm de Brampton au terminus d'autobus Gateway.

### Annulation de la ligne sur la rue Main
Le 28 octobre 2015, le conseil municipal de Brampton a voté à sept voix contre quatre pour rejeter la construction de la ligne de tramway le long de la rue Main à travers son centre-ville patrimonial, comme initialement prévu par la province de l'Ontario. Malgré cette opposition, la province a indiqué qu'elle irait de l'avant avec le projet, l'arrêtant à l'avenue Steels (au terminus d'autobus Gateway de Brampton) au lieu de la gare GO de Brampton. Les conseillers opposés au projet avaient également mentionné un manque de croissance projetée le long de la moitié nord du tracé proposé de Brampton pour soutenir un tramway.
Les partisans du projet ont déclaré que le tracé de la rue Main préconisé par la province aurait relancé le cœur du centre-ville en difficulté. Cependant, les opposants ont fait valoir que le tracé de la rue Main manquait de potentiel d'achalandage et de croissance future. Selon les données sur l'achalandage des transports en commun de la ville de Brampton, l'achalandage actuel le long de la rue Main compte en moyenne 200 passagers par heure et par direction en semaine et le centre-ville de Brampton compte environ 450 passagers par heure par direction, ce qui ne serait pas suffisant pour justifier une ligne de tramway.
Bien que tous les conseillers étaient en faveur d'un tramway, ils n'étaient pas d'accord sur l'itinéraire à emprunter. Les opposants au tracé de la rue Main ont proposé de faire circuler le tramway vers l'est ou l'ouest le long de l'avenue Steeles, puis vers le nord jusqu'à la rue Queen, où il continuerait éventuellement à l'est du centre-ville de Brampton jusqu'à la gare GO de Bramalea ou jusqu'au terminus de la branche ouest de la ligne 1 du métro de Toronto à Vaughan Metropolitan Centre. En mars 2013, le conseil municipal de Brampton a demandé au personnel de la ville d'étudier deux itinéraires de rechange au nord de l'avenue Steeles, soit partiellement au nord sur la rue Main, à l'est jusqu'à l'hôpital Peel Memorial, au nord jusqu'à la rue Queen et à l'est jusqu'à la gare GO de Brampton ou au nord sur le chemin Kennedy, à l'ouest sur la rue Queen jusqu'à la gare GO de Brampton.
Le PDG de Metrolinx, Bruce McCuaig, a alors déclaré que les fonds provinciaux alloués au tracé de la rue Main à Brampton seraient désormais disponibles pour d'autres projets de transport en commun à travers la province. Cependant, McCuaig a également déclaré que Metrolinx serait disposée à évaluer les propositions de transport de remplacement proposées par Brampton pour le financement provincial lors de la prochaine série d'initiatives de transport en commun.
Le 3 novembre 2015, le ministre des Transports, Steven Del Duca, a annoncé que le financement de la route annulée de la rue Main sera investi dans des projets de transport en commun prioritaires dans la région du Grand Toronto qui pourraient ou non inclure Brampton.

### Annulation de la boucle du centre-ville de Mississauga
Une boucle de 2,4 kilomètres était prévue autour du centre-ville de Mississauga et du centre commercial Square One. La boucle aurait desservi la majeure partie du centre-ville à une distance de marche de 500 mètres et comprenait des stations sur la route Burnhamthorpe, le boulevard Duke of York et la route Rathburn. Le 21 mars 2019, Metrolinx a annoncé que la majeure partie de la boucle du centre-ville serait annulée en raison de restrictions financières, bien qu'une courte section et une station sur la route Rathburn seraient construits, La mairesse de Mississauga, Bonnie Crombie, a indiqué que le reste de la boucle pourrait être construite ultérieurement.

### Opération
Le tramway devrait fonctionner avec une fréquence de 7,5 minutes pendant les heures de pointe et de 10–12 minutes le reste de la semaine. Les heures opérations sont prévues pour s'étendre de 5 h 0 et 1 h 30 du lundi au samedi et entre 7 h 0 et minuit les dimanches et les jours fériés. Le service d'autobus devrait compléter les heures restantes, faisant du corridor de la rue Hurontario un service de transport en commun toute la journée. Le tramway prendra 40 minutes pour parcourir tout le parcours, comparativement à un trajet de 58 minutes en voiture.
Le Tramway devrait avoir des trains à plusieurs unités, pouvant transporter jusqu'à environ 600 personnes. Les stations auront des quais d'au moins 90 mètres de long pour accueillir les trains. La ligne comportera entre 15 et 21 sous-stations pour fournir de l'électricité au tramway, qui seront réparties uniformément sur le trajet. Le tramway fonctionnera sur une différence de potentiel de 750 ou de 1 500 volts.
La ligne utilisera 28 rames Citadis Spirit d'Alstom, qui seront fabriquées dans une nouvelle usine d'assemblage située à Brampton. Les véhicules seront entreposés et entretenus dans un nouveau centre de maintenance adjacent à un corridor hydroélectrique et à l'autoroute 407. L'installation aura une capacité de 42 rames et un bâtiment qui disposera d'un atelier de réparation de véhicules, d'un entrepôt de matériaux et d'une installation de nettoyage. L'installation devrait être prête pour l'automne 2021.

## Service de bus existant
| Route                   | Terminus                                        | Terminus                                        | Durée du service et fréquence moyenne | Durée du service et fréquence moyenne | Durée du service et fréquence moyenne | Durée du service et fréquence moyenne | Durée du service et fréquence moyenne | Durée du service et fréquence moyenne | Durée du service et fréquence moyenne | Durée du service et fréquence moyenne | Durée du service et fréquence moyenne | Durée du service et fréquence moyenne | Durée du service et fréquence moyenne | Durée du service et fréquence moyenne | Connexion                             |
| Route                   | Terminus                                        | Terminus                                        | Pointe du matin                       | Pointe du matin                       | Midi                                  | Midi                                  | Pointe du soir                        | Pointe du soir                        | Soir                                  | Soir                                  | Samedi                                | Samedi                                | les dimanches                         | les dimanches                         | Connexion                             |
| ----------------------- | ----------------------------------------------- | ----------------------------------------------- | ------------------------------------- | ------------------------------------- | ------------------------------------- | ------------------------------------- | ------------------------------------- | ------------------------------------- | ------------------------------------- | ------------------------------------- | ------------------------------------- | ------------------------------------- | ------------------------------------- | ------------------------------------- | ------------------------------------- |
| 103 Hurontario Express  | Centre de santé Trillium                        | Terminal de la passerelle de Brampton           | dix                                   | dix                                   | dix                                   | dix                                   | dix                                   | dix                                   | 20                                    | 20                                    | 20                                    | 20                                    | 22                                    | 22                                    | Brampton Transit GO Transit MiWay Züm |
| 502 Züm de la rue Main  | Terminal de transport en commun du centre-ville | Promenade du bois de santal                     | 9                                     | 9                                     | 14                                    | 14                                    | 9                                     | 9                                     | 20                                    | 20                                    | 20                                    | 20                                    | 20                                    | 20                                    | Brampton Transit GO Transit MiWay Züm |
| 2 Rue Main              | Park and Ride de l'autoroute 407                | Terminal de Heart Lake                          | 20                                    | 20                                    | 20                                    | 20                                    | 20                                    | 20                                    | 30                                    | 30                                    | 30                                    | 30                                    | 30                                    | 30                                    | Brampton Transit GO Transit MiWay Züm |
| 2 Rue Hurontario (Sud)  | Gare GO de Port Credit                          | Terminal de transport en commun du centre-ville | dix                                   | dix                                   | dix                                   | dix                                   | dix                                   | dix                                   | 15-20                                 | 15-20                                 | 15-20                                 | 15-20                                 | 15-20                                 | 15-20                                 | Brampton Transit GO Transit MiWay Züm |
| 17 RueHurontario (Nord) | Terminal de transport en commun du centre-ville | Park and Ride de l'autoroute 407                | dix                                   | dix                                   | dix                                   | dix                                   | dix                                   | dix                                   | 15-20                                 | 15-20                                 | 15-20                                 | 15-20                                 | 15-20                                 | 15-20                                 | Brampton Transit GO Transit MiWay Züm |

## Stations et connexions
Il y aura 19 stations sur la ligne avec un espacement moyen de 850 mètres et des plates-formes de 90 mètres de long. On s'attend à ce qu'ils disposent d'abris chauffés, de caméras de vidéosurveillance, d'un système d'information en temps réel et de supports à vélos.
En janvier 2018, pour éviter tout conflit avec les stations de transport en commun existantes dans la région du Grand Toronto, un processus de consultation a été lancé pour sélectionner des noms uniques et facilement mémorisables. Ainsi, alors que la plupart des stations portent le nom d'une rue voisine, certaines stations portent le nom d'un quartier ou d'un terminus.
| Nom de la station       | Emplacement de la station           | Disposition des quais | Correspondances                                                                                 |
| ----------------------- | ----------------------------------- | --------------------- | ----------------------------------------------------------------------------------------------- |
| Brampton Gateway        | Steeles Avenue                      | Centre, côté sud      | - Terminus Gateway de Brampton - Züm                                                            |
| County Court            | Sir Lou Drive – County Court        | Centre, côté nord     | Lignes d'autobus de Brampton Transit: - 2 Main - 33 Peter Robertson Züm - 502 Züm Main          |
| Ray Lawson              | Ray Lawson Boulevard – County Court | Centre, côté nord     | Lignes d'autobus de Brampton Transit: - 54 County Court - 200 Turner Fenton - 206 St. Augustine |
| Derry                   | Derry Road                          | Centre, côté nord     | Lignes de bus MiWay: - 42 Derry - 104 Derry Express                                             |
| Courtneypark            | Courtneypark Drive                  | Centre, côté sud      | Ligne de bus MiWay: - 57 Courtneypark                                                           |
| Britannia               | Britannia Road                      | Centre, côté sud      | Lignes de bus MiWay: - 39 Britannia - 70 Keaton                                                 |
| Matheson                | Matheson Boulevard                  | Centre, côté nord     | Ligne de bus MiWay: - 25 Traders Loop - 43 Matheson-Argentia                                    |
| Bristol                 | Bristol Road                        | Centre, côté nord     | Ligne de bus MiWay: - 10 Bristol-Britannia                                                      |
| Eglinton & Hurontario   | Eglinton Avenue                     | Centre, côté nord     | Ligne de bus MiWay: - 35 Eglinton                                                               |
| Mississauga City Centre | Mississauga City Centre             | Côté est              | - Mississauga Transitway - Gare routière de Square One (GO Transit)                             |
| Robert Speck            | Robert Speck Parkway                | Centre, côté nord     | Lignes de bus MiWay: - 10 Bristol-Britannia - 76 City-Centre-Subway                             |
| Burnhamthorpe           | Burnhamthorpe Road                  | Centre, côté sud      | Ligne de bus MiWay: - 26 Burnhamthorpe                                                          |
| Fairview                | Central Parkway                     | Centre, côté nord     | Lignes de bus MiWay: - 53 Kennedy - 304 Father Goetz-Mississauga Valley                         |
| Cooksville              | John Street                         | Centre, côté nord     | - Gare de Cooksville sur la Ligne Milton de GO Transit                                          |
| Dundas & Hurontario     | Dundas Street                       | Centre, côté sud      | - Futur SRB de la rue Dundas - Itinéraires MiWay actuels: - 1 Dundas - 101 Dundas Express       |
| Queensway               | The Queensway                       | Centre, côté sud      | - Terminus d'autobus de Trillium Health Centre                                                  |
| North Service           | North Service Road                  | Centre, côté nord     |                                                                                                 |
| Mineola                 | Mineola Road                        | Centre, côté sud      | Routes MiWay: - 8 Cawthra - 335 Glenforest Sud                                                  |
| Port Credit             | Gare de Port Credit                 | Centre                | - Gare de Port Credit sur la ligne Lakeshore West de GO Transit                                 |

## Avantages du tramway
Mississauga prévoit d'utiliser le train léger Hurontario pour stimuler le développement commercial et les possibilités d'emploi le long de la ligne. Selon Ed Sajecki, commissaire à la planification et à la construction de la ville de Mississauga, le développement du centre-ville était principalement constitué de tours résidentielles, car les promoteurs estimaient qu'il était trop coûteux de fournir un stationnement pour les grandes tours de bureaux. Sajecki s'attend à ce que le tramway élimine ce besoin d'avoir des stationnements au centre-ville. Ainsi, grâce au tramway, la population du centre-ville devrait doubler en moins de deux décennies par rapport aux 40 000 habitants actuellement estimés. Selon la mairesse Bonnie Crombie, Mississauga prévoit un zonage à usage mixte le long de Hurontario, y compris pour l'hébergement, les entreprises, le développement commercial et le domaine des arts et la culture.

## Critiques du projet
- Le conseil municipal de Brampton a soutenu que le plan du tramway avait été dirigé par Mississauga, Brampton étant absent des négociations[24].
- Certains résidents de Mississauga craignent que le tramway ne les aide pas dans leurs déplacements et nuise aux entreprises locales pendant le long et coûteux processus de construction[35].
- Les résidents du quartier Kingsbridge Garden Circle ont plaidé pour une station dans leur quartier[36]. De plus, les résidents de Kingsbridge Garden ont également préconisé la relocalisation d'un projet de sous-station de traction électrique près de leur quartier[37].